# Akbank Sanat
Akbank Sanat ist ein Kunstzentrum in Beyoğlu in Istanbul. Es liegt etwa 200 m westlich des Taksim-Platzes in der İstiklal Caddesi.

## Das Zentrum und die Veranstaltungen
Das Akbank Sanat organisiert Konzerte, Ausstellungen, Demonstrationen, Konferenzen und das Akbank Caz Festivali (Akbank Jazz-Festival).
Das Gebäude hat sechs Etagen. Der Eingang und die erste Etage bieten zeitgenössische Kunstausstellungen. Es werden Werke von berühmten lokalen und internationalen Künstlern gezeigt. Das Zentrum hat bisher 150 Ausstellungen veranstaltet. Die zweite Etage besteht aus einer Konferenzhalle, die 125 Personen fasst. In dieser Halle werden thematische Konzerte, Akbank-Kurzfilmwettbewerbe, Kindertheater und Seminare veranstaltet. In der dritten Etage befindet sich ein Kunststudio, in dem Workshops für Erwachsene und Kinder stattfinden. Eine Bibliothek und eine Cafeteria befinden sich in der vierten Etage, während in der sechsten Etage Tanz-Workshops und Demonstrationen stattfinden.

## Akbank Caz Festivali
Eines der ältesten Jazz-Festivals in der Türkei, das Akbank Caz Festivali, wurde 1991 gegründet. Das Festival ist Mitglied des European Jazz Network. Es wurde populär, weil es weltberühmte Jazzmusiker einlud. Allerdings wurden auch junge Musiker eingeladen.
Das Festival fand bisher im Museum Aya Irini, Babylon, Cemal Reşit Rey Konser Salonu und Zorlu Center PSM statt.
Auf dem Festival traten u. a. folgende Musiker bzw. Bands auf:
- Abdullah Ibrahim
- Aki Takase
- Ambrose Akinmusire
- Anthony Braxton
- Archie Shepp
- Art Ensemble of Chicago
- Arto Lindsay
- Ayşe Tütüncü
- Aydın Esen
- Biréli Lagrène
- Cassandra Wilson
- Cecil Taylor
- Chet Faker
- China Moses
- Courtney Pine
- Dave Holland
- Dino Saluzzi
- Enrico Rava
- Jamie Cullum
- Jimmy Smith
- Joachim Kühn
- Joe Zawinul
- John Zorn
- Leszek Możdżer
- Max Roach
- McCoy Tyner
- Miroslav Vitouš
- Muhal Richard Abrams
- Nguyên Lê
- Nicholas Payton
- Paul Motian
- Pharoah Sanders
- Richard Bona
- Richard Galliano
- Robert Glasper Experiment
- Roberto Fonseca
- Roscoe Mitchell
- Stephan Micus
- Steve Turre
- Terje Rypdal
- Vijay Iyer Trio
- Zaz